# Charles Belfoure
Charles Belfoure (ur. 19 lutego 1954 w Baltimore) – amerykański pisarz, architekt i historyk specjalizujący się w konserwacji zabytków, autor publikacji na temat historii architektury oraz powieści, w tym bestselleru Paryski architekt.

## Życiorys
Urodził się jako syn polskiej imigrantki Krystyny Vetulani; oraz Charlesa Williama Belfoure’a, służącego jako Yeoman w marynarce wojennej Stanów Zjednoczonych podczas trzech wojen. Dorastał w Woodlawn, na przedmieściach Baltimore, i tam uczęszczał do Woodlawn High School. W 1983 roku ukończył studia w Pratt Institute, uzyskując bakalaureat z architektury. Następnie w 1993 roku ukończył studia magisterskie na Columbia University w zakresie rozwoju nieruchomości.
Wyspecjalizował się w ochronie i konserwacji zabytków. Był wykładowcą w Pratt Institute i w Goucher College w Baltimore. Publikował w The New York Times oraz The Baltimore Sun. Opublikował kilka monografii historycznych, z których jedna otrzymała grant krajowy Graham Foundation w Chicago na badania architektoniczne.
Debiutancka powieść Charlesa Belfoure’a, Paryski architekt, została wydana w Stanach Zjednoczonych 8 października 2013 przez Sourcebooks. Jej główny bohater to architekt Lucien Bernard, który dla uzyskania korzyści majątkowych podejmuje się projektowania czasowych schronień dla Żydów w okupowanym przez nazistów Paryżu. Pozycja spotkała się z przychylnym odbiorem czytelników i krytyki. Malcolm Gladwell na łamach The Guardian wybrał Paryskiego architekta swoją ulubioną książką 2013 roku, uzasadniając, iż jest to „piękne i eleganckie przedstawienie nieoczekiwanego i mimowolnego przeistoczenia zwykłego człowieka w heroiczną osobę w czasie drugiej wojny światowej”. Powieść znalazła się wśród finalistów International Dublin Literary Award za 2015. W lipcu 2015 została sklasyfikowana na liście bestsellerów The New York Times w kategorii e-booków. Została przełożona na co najmniej dziesięć języków. Polski przekład ukazał się nakładem Wydawnictwa Znak 14 marca 2016.
Druga powieść Charlesa Belfoure’a, House of Thieves, została wydana w USA 15 września 2015. Akcja powieści, która została osadzona w Nowym Jorku w 1886 roku, skupia się na architekcie, który aby spłacić długi syna wstępuje do gangu i planuje napady rabunkowe na zaprojektowane przez siebie uprzednio budynki. W tekście na łamach Publishers Weekly recenzent stwierdził, że „Belfoure splata wszystkie wątki powieści razem, co skutkuje najbardziej niezapomnianą i sugestywną z możliwych lekturą”. Jocelyn McClurg z USA Today przyznała książce trzy na cztery gwiazdki, pisząc, że „trawestując Dickensa, Belfoure projektuje hulaszczą historię, choć nadużywa nieprawdopodobieństwa. Bez względu na to – jest to przyczynek do świetnej zabawy”.
Kolejna powieść Belfoure'a, The Fallen Architect, została wydana 9 października 2018. Akcja, osadzona w epoce edwardiańskiej, w 1905 roku, skupia się na architekcie związanym ze światem brytyjskiego musicalu. Recenzent Publishers Weekly nazwał powieść „wyjątkowym kryminałem” i stwierdził, że „Belfoure oferuje czytelnikowi przebłyski wczesnych filmów, różnorakość salonowych żartów, które nadal są zabawne, oraz opis Edwarda VII spożywającego dziesięciodaniowy posiłek. To wspaniale nakreślone tło w połączeniu z wglądem w społeczeństwo brytyjskie czyni tę powieść wybitną”. Z kolei na łamach Kirkus Reviews recenzent zauważył, że w ciągu fabuły pojawia się kilka „wad strukturalnych”, a jeden ze zwrotów akcji „jest ślepym zaułkiem, z którego Belfoure – sam z zawodu architekt – nie potrafi zaprojektować przekonującego wyjścia. Wystrój i atmosfera sal muzycznych pomagają odwrócić uwagę od uszczerbków w intrydze”. The Fallen Architect została ogłoszona finalistką Nero Award w 2019 roku.
W 2018 roku Charles Belfoure ogłosił, że pracuje nad swoją czwartą powieścią. Akcja The Fabergé Secret, wydanej przez Severn House of London 5 stycznia 2021 w Wielkiej Brytanii i Stanach Zjednoczonych, rozgrywa się w carskiej Rosji pod rządami cara Mikołaja II. Protagonistą jest książę, którego życie zmienia się po doświadczeniu pogromu w Kiszyniowie w Niedzielę Wielkanocną 1903. Hiszpańskie tłumaczenie powieści ukazało się w Meksyku i Chile.
Konstruując fabułę powieści, Belfoure wykorzystuje swoje doświadczenie architektoniczne. Nigdy nie pobierał kursów creative writing. Przyznał, że „miał opory przed pisaniem prozy”; odkrył jednak, że John Grisham, który sam nie miał wykształcenia pisarskiego, używał na potrzeby pisania powieści swojego doświadczenia prawniczego. Belfoure postanowił wykorzystać w podobny sposób własną wiedzę w dziedzinie architektury. Wśród dzieł, które go inspirowały, Belfoure wymienił The Power Broker Roberta Mosesa, Władcę much Williama Goldinga oraz utwory Thomasa Hardy’ego.
Mieszka i pracuje w Westminster w stanie Maryland. Jego syn Christopher Belfoure ukończył studia historyczne na Uniwersytecie Wirginii Zachodniej w 2010 roku i zmarł w wyniku śmiertelnego wypadku na quadzie w 2011. Dla uczczenia jego pamięci zostało ustanowione stypendium Christopher Belfoure Chinese Studies Travel Abroad Fund. Charles Belfoure ma także córkę Julie.

## Twórczość

### Powieści
- Paryski architekt (The Paris Architect, 2013)
- House of Thieves (2015)
- The Fallen Architect (2018)
- The Fabergé Secret (2021)
- Monsters with Human Faces (2022)

### Monografie
- The Baltimore Rowhouse (1997, wraz z Mary Ellen Hayward)
- Monuments to Money: The Architecture of American Banks (2005)
- Edmund G. Lind: Anglo-American Architect of Baltimore and the South (2009)
- Rebuilding Baltimore. The Azola Legacy – 50 Years (wraz z Martinem P. Azola, 2018)

## Nagrody
- Finalista International Dublin Literary Award za Paryskiego architekta (2015)[8]
- Finalista Nero Award(inne języki) za The Fallen Architect (2019)[16]
- Preservation Award przyznana przez Baltimore Heritage za renowację i odbudowę Marburg House przy 6 E. Eager Street w Baltimore (2019)[28]